# وائل حمزة جليدان
وائل حمزة جليدان (بالإنجليزية: Wa'el Hamza Julaidan)‏‏ (22 فبراير 1958 في المدينة المنورة -) ويكنى أبو الحسن، رجل أعمال سعودي وأحد مؤسسي تنظيم القاعدة الأصليين في أغسطس 1988.
سبق له أن أنشأ (1984) «مكتب الخدمة» أو «مكتب خدمات المجاهدين العرب» في بيشاور في أفغانستان، إلى جانب أسامة بن لادن وعبد الله يوسف عزام. تم تدريب العديد من أنصار تنظيم القاعدة في المعسكرات التدريب الأفغانية العسكرية التي أنشأها هذا الثلاثي لدعم مقاومة حركة المجاهدين ضد الاحتلال السوفيتي لأفغانستان.
شغل منصب رئيس مركز توكسون الإسلامي من 1984 إلى 1985. في عام 1986 غادر توكسون لمحاربة الاحتلال السوفيتي لأفغانستان. في عام 1987، سافر إلى الحجاز، وكان من المتوقع أن يعود إلى كراتشي.
شغل وائل جليدان منصب رئيس منظمة «رابطة تراست» الإسلامية الخيرية في فبراير 2000.
في عام 2002، ولدوره المشتبه به في تنظيم القاعدة، وضع جليدان تحت الحظر العالمي من قبل الأمم المتحدة. رفع الحظر في عام 2014.
في عام 2002، صرح جليدان أنه منزعج نتيجة إضافة وزارة الخزانة الأميركية اسمه إلى قائمة ممولي الإرهاب. حيث عبر رئيس الاستخبارات العامة السعودية الأمير نواف بن عبد العزيز آل سعود عن استغرابه من القرار. وأعلن وزير الداخلية السعودي نايف بن عبد العزيز آل سعود أن المملكة العربية السعودية طلبت من الولايات المتحدة الأمريكية أدلة بشأن اتهام رجل الأعمال السعودي جليدان.
في 6 سبتمبر 2002، صرحت وزارة الخزانة الأمريكية أن الولايات المتحدة والسعودية صنفتا معًا جليدان كمعاون لأسامة بن لادن وداعم لتنظيم القاعدة. وأن السعودية أرسلت اسمه إلى لجنة عقوبات الأمم المتحدة التي شكلت بعد قرار مجلس الأمن الدولي 1267.